# Eleonora Jenko Groyer
Eleonora Jenko Groyer, slovenska zdravnica, * 15. februar 1879 Ljubljana, † 24. junij 1959, Ljubljana.
Je prva Slovenka z nazivom doktorice medicine.

## Zgodnje življenje in izobrazba
Rodila se je v Ljubljani, takrat delu Avstro-Ogrske, kot prvorojenka v ugledni družini izobražencev materi Tereziji Mariji Lenče (1858–1938), poročeni Jenko, ter očetu Ludviku (Ljudevitu) Jenku, ki je končal študij medicine na Dunaju leta 1869. Terezija Jenko se je izobraževala pri Uršulinkah v Ljubljani in na Bavarskem, eno leto je preživela tudi v Moskvi. Možu je asistirala v ordinaciji, zakonca pa sta se tudi aktivno udeleževala kulturnega življenja kot zagovornika panslavizma. Imela sta štiri otroke, ki so vsi pridobili višjo izobrazbo, poleg Eleonore je znana zlasti njena mlajša sestra Ana, ki je postala prva Slovenka z doktoratom iz naravoslovja.
Tudi Eleonora Jenko se je najprej šolala pri Uršulinkah v Ljubljani. Starša sta načrtovala, da bo pridobila višjo izobrazbo, toda takratne šole za dekleta niso omogočale vpisa na univerze, zato sta jo poslala na inštitut Marije Aleksandrovne za dekleta na Cetinju. Bila sta prorusko usmerjena in nista želela poslati hčere v Švico ali Nemčijo, namesto tega sta se odločila za Cetinje, saj je slovenske kraje dosegla novica o ustanavljanju ženske medicinske fakultete v Sankt Peterburgu. Tako je Eleonora Jenko po končani srednji šoli odšla v Rusijo, kjer pa ni mogla takoj začeti s študijem, saj njeno dotakratno šolanje ni vključevalo latinščine. Namesto tega se je leta 1897 vpisala na Filozofsko fakulteto in se prepisala eno leto kasneje, ko je opravila izpit iz latinščine. Njen deset semestrov trajajoč študij je najprej prekinila okužba s tifusom, kasneje pa za dve leti še rusko-japonska vojna, med katero je delala v vojaški bolnišnici za ženske v Moskvi.
Študij je končala 14. februarja 1907 po opravljenih ustnih in praktičnih izpitih ter postala prva Slovenka z diplomo iz medicine. Decembra tega leta se je poročila z avstrijskim zdravnikom in mornariškim častnikom Friederikom Groyerjem, ki je imel ordinacijo v letovišču v Klimkovicah, in začela delati kot njegova asistentka. Maja 1908 se je rodila njuna hčer Jolanda.

## Kariera
Kasnejši dokumenti kažejo, da je Jenko Groyer delala s posebnim dovoljenjem avstrijske vlade kot prostovoljka v državni bolnišnici v Ljubljani, medtem ko je njen mož živel in ordiniral v Matuljih. Asistirala je pri ginekoloških operacijah in si z vestnim delom prislužila možnost samostojnega izvajanja nekaterih operacij. Leta 1911 je avstrijsko ministrstvo za notranje zadeve formalno priznalo njeno izobrazbo in ji izdalo licenco za opravljanje zdravniške prakse na Kranjskem in v Avstrijskem primorju, kljub nasprotovanju članov poslanske zbornice Državnega zbora. Vendar njene diplome niso nostrificirali, zato se ni smela podpisovati z »dr.« Z licenco je sledila možu v Avstrijsko primorje in ustanovila ordinacijo v Opatiji. Tam so bile njene pacientke izključno ženske, med njimi znane in vplivne posameznice, kot je bila Lea von Littrow, ki so na ta način podpirale njeno prizadevanje za poklicno priznanje.
Obdobje v Opatiji se je končalo z izbruhom prve svetovne vojne, ki je prekinila razcvet turizma v Avstrijskem primorju. Jenko Groyer se je vrnila v Ljubljano, kjer so ji oblasti poverile izvajanje cepljenja proti črnim kozam in kasneje splošno zdravniško prakso na območju Grosupelj. Njen mož je bil vpoklican kot vojaški zdravnik v Pulju. Po vojni je spet naletela na birokratske ovire v novoustanovljeni Kraljevini Srbov, Hrvatov in Slovencev in je morala opravljati dodatne izpite na Univerzi v Zagrebu za priznanje zdravniške izobrazbe. Kljub izpolnitvi pogojev so ji vztrajno zavračali prošnje po državni službi, zato je morala delati v zasebni ordinaciji. Sodeč po takratnih dokumentih je v tem času tudi njen mož delal v Ljubljani, od poznih 1920. let pa se ne pojavlja več v zapisih in njegova usoda ni znana.
Jenko Groyer je dopolnjevala svoje prihodke s pisanjem za revijo Ženski svet, da bi izobrazila ženske zlasti na tistih področjih, kjer je bilo zaradi nevednosti narejene veliko škode. Objavljala je članke z zelo raznoliko tematiko. Veliko je pisala o koži in negi kože. Skrb je posvetila nosečnosti in materinstvu, med nasveti za otroka v razvojni dobi je poudarjala nujnost spolne vzgoje. Objavila je obširni članek »Tuberkuloza – jetika«. V enem od prispevkov je obravnavala vitamine v prehrani in bolezni. Med leti 1930 in 1935 je izšlo 18 njenih člankov. Bila je tudi članica Splošnega slovenskega ženskega društva. Kljub finančni stiski je v obdobju pred drugo svetovno vojno pomagala Ljubljanskemu zdravniškemu društvu s posojilom za preganjane člane, nato pa je pomagala Osvobodilni fronti z oskrbo in donacijami medicinskega materiala. Kljub temu so ji po vojni znova zavrnili prošnjo za zaposlitev, domnevno zaradi njenih proruskih stališč. Leta 1953 ji je bila vendarle dodeljena državna pokojnina. Umrla je leta 1959 v Ljubljani.